# 1971 en Colombie-Britannique
Chronologie de la Colombie-Britannique
- 1967
- 1968
- 1969
- 1970
- 1971
- 1972
- 1973
- 1974
- 1975

Cette page concerne des événements qui se sont produits durant l'année 1971 dans la province canadienne de Colombie-Britannique.

## Politique
- Premier ministre : W.A.C. Bennett.
- Chef de l'Opposition :  Dave Barrett du Nouveau Parti démocratique de la Colombie-Britannique
- Lieutenant-gouverneur : John Robert Nicholson
- Législature :

## Naissances
- 23 juillet à Terrace : Jason Haldane , joueur de volley-ball anglo-canadien. Il mesure 2,04 m et joue central. Il totalise 300 sélections en équipe du Canada.

- 26 novembre à Victoria : Ryan John Currier, dit Ryan Robbins,  acteur canadien.